# 皮諾拉 (印第安納州)
皮諾拉（英語：Pinola）是位於美國印第安納州拉波特縣的一個非建制地區。該地的面積和人口皆未知。